# アメリカ口腔顎顔面外科学会
アメリカ口腔顎顔面外科学会（アメリカこうくうがくがんめんげかがっかい、American Association of Oral and Maxillofacial Surgeons;AAOMS）はアメリカ合衆国の歯科系の学会。口腔外科と顎顔面外科に関する非営利の団体である。
1918年に設立され、現在アメリカ国内に7000人以上の会員（fellows, members and residents）を持ち、他に全世界に250人の会員を持つ。アメリカの口腔顎顔面外科医の90%以上が加入している。会員にくわえ、全米50州およびコロンビア特別区、プエルトリコおよび8箇所に地方支部を持つ。
ジャーナル・オブ・オーラル・アンド・マキシロフェイシャル・サージェリーを発行しており、また、the Daniel M. Laskin Awardを運営している。